# Inor
L'inor, també anomenat ennemor, és una llengua etiòpica parlada per unes 280.000 persones als woredes de Ennemor i Endegeny (Regió Gurage Occidental, Etiòpia) i que amb el mesqan, el mesmes i el sebat bet gurage forma part de les llengües gurage occidentals, subdivisió de l'etiòpic meridional exterior.